# Titularbistum Bita
Bita ist ein Titularbistum der römisch-katholischen Kirche. 
Es geht zurück auf einen historischen Bischofssitz in der  ehemaligen römischen Provinz Mauretania Caesariensis. 
| Titularbischöfe von Bita |                                                                           |                                                                                  |                  |                   |
| Nr.                      | Name                                                                      | Amt                                                                              | von              | bis               |
| 1                        | Frederick Eis                                                             | emeritierter Bischof von Sault Sainte Marie-Marquette (USA)                      | 8. Juni 1922     | 5. Mai 1926       |
| 2                        | John Riegler MCCI                                                         | Apostolischer Vikar von Lydenburg (Südafrika)                                    | 9. Dezember 1948 | 11. Januar 1951   |
| 3                        | Thomas Joseph Danehy MM                                                   | Apostolischer Administrator von Pando (Bolivien)                                 | 15. Juni 1948    | 9. Oktober 1959   |
| 4                        | Victorio Manuel Bonamín SDB                                               | Weihbischof des Militärordinariats und Weihbischof in Buenos Aires (Argentinien) | 27. Januar 1960  | 11. November 1991 |
| 5                        | Juan Vargas Aruquipa                                                      | Weihbischof in Coroico (Bolivien)                                                | 15. Januar 1992  | 20. August 1997   |
| 6                        | Berhaneyesus Demerew Souraphiel CM                                        | Apostolischer Administrator von Addis Abeba (Äthiopien)                          | 7. November 1997 | 7. Juli 1999      |
| 7                        | Tomáš Galis                                                               | Weihbischof in Banská Bystrica (Slowakei)                                        | 28. August 1999  | 11. Februar 2008  |
| 8                        | Frans Daneels OPraem Titularerzbischof pro hac vice seit 10. Oktober 2012 | Kurienbischof / Kurienerzbischof                                                 | 12. April 2008   |                   |